# 뉴욕의 사랑
《뉴욕의 사랑》(영어: Night Shift)은 미국에서 제작된 론 하워드 감독의 1982년 코미디 영화이다. 헨리 윙클러, 마이클 키턴, 셸리 롱 등이 출연하였고, 브라이언 그레이저 등이 제작에 참여하였다.

## 출연진
- 헨리 윙클러
- 마이클 키턴
- 셸리 롱
- 기나 헥트
- 팻 콜리
- 보비 디치코
- 니타 탤벗
- 배질 호프먼
- 팀 로소비치
- 클린트 하워드
- 조 스피넬
- 리처드 벨저
- 그랜드 L. 부시
- 찰스 플라이셔
- 빈센트 스키어벨리
- 돈 던랩
- 케빈 코스트너
- 섀넌 도허티
- 플로이드 러빈
- 모니크 개브리엘
- 잭 퍼킨스
- 론 하워드
- 마이클 퍼타키

## 기타 제작진
- 배역: 제인 젱킨스
- 미술: 잭 T. 콜리스
- 세트: 리처드 C. 고더드
- 의상: 조디 린 틸런

## 사운드트랙
1. "Night Shift" - 쿼터플래시
2. "Street Talk" - 버트 배커랙
3. "Girls Know How" - 앨 저로
4. "The Love Too Good to Last" - 더 포인터 시스터스
5. "That's What Friends Are For" - 로드 스튜어트
6. "Someday, Someway" - 마셜 크렌쇼
7. "Penthouse and Pavement" - 헤븐 17
8. "Talk Talk" - 토크 토크
9. "Everlasting Love" - 루퍼스 앤드 샤카 칸